# Fineza Eusébio
Fineza Eusébio (18 de julho de 1990) é uma basquetebolista profissional angolana.

## Carreira
Fineza Eusébio integrou a Seleção Angolana de Basquetebol Feminino, em Londres 2012, que terminou na décima segunda colocação.